# 住吉町 (北秋田市)
住吉町（すみよしちょう）は、秋田県北秋田市鷹巣地域にある地名。郵便番号は018-3322。住居表示実施済み。

## 地理
北秋田市中心市街地に位置する。金融機関・医療機関・保険会社・宿泊施設・銀座通り商店街があり、商業施設が多い。
北端を秋田県道102号大館鷹巣線が、東端を都市計画道路 駅前陣場岱線が、南端を農林高校中岱線が、西端を主要地方道 秋田県道24号鷹巣川井堂川線が通る。
北は松葉町、東は花園町、南は米代町、西は元町南部・大町北部と隣接する。

## 歴史

### 沿革
- 1981年（昭和56年）10月1日 - 住居表示実施[1] に伴い、鷹巣字北鷹巣の南西側と鷹巣字東鷹巣の北西側区域[5] をもって住吉町が設置される。

## 世帯数と人口
2020年（令和2年）10月1日現在の世帯数と人口は以下の通りである。
| 町丁   | 世帯数  | 人口  | 人口  | 人口  |
| 町丁   | 世帯数  | 男    | 女    | 計    |
| ------ | ------- | ----- | ----- | ----- |
| 住吉町 | 147世帯 | 147人 | 177人 | 324人 |

### 世帯数と人口の変遷
国勢調査による世帯数と人口の推移。
| 1995年（平成07年） | 202世帯 |  |  | 572人 |  |  |
| 2000年（平成12年） | 177世帯 |  |  | 492人 |  |  |
| 2005年（平成17年） | 170世帯 |  |  | 439人 |  |  |
| 2010年（平成22年） | 164世帯 |  |  | 403人 |  |  |
| 2015年（平成27年） | 163世帯 |  |  | 379人 |  |  |
| 2020年（令和02年） | 147世帯 |  |  | 324人 |  |  |

## 小・中学校の学区
市立小・中学校に通う場合、学区は以下の通りとなる。
| 街区 | 小学校               | 中学校               |
| ---- | -------------------- | -------------------- |
| 全域 | 北秋田市立鷹巣小学校 | 北秋田市立鷹巣中学校 |

## 交通

### 鉄道
最寄り駅は松葉町にあるJR東日本奥羽本線・鷹ノ巣駅と、隣接する秋田内陸縦貫鉄道秋田内陸線・鷹巣駅である。

### 道路
- 主要地方道 秋田県道24号鷹巣川井堂川線
- 秋田県道102号大館鷹巣線
- 都市計画道路
  - 駅前陣場岱線（幅員18m）
  - 農林高校中岱線（幅員18m）

### バス
当地域内にバス停はない。

## 施設
- 鷹巣郵便局
- 秋田県信用組合 鷹巣支店
- 住友生命保険相互会社秋田支社鷹巣支部

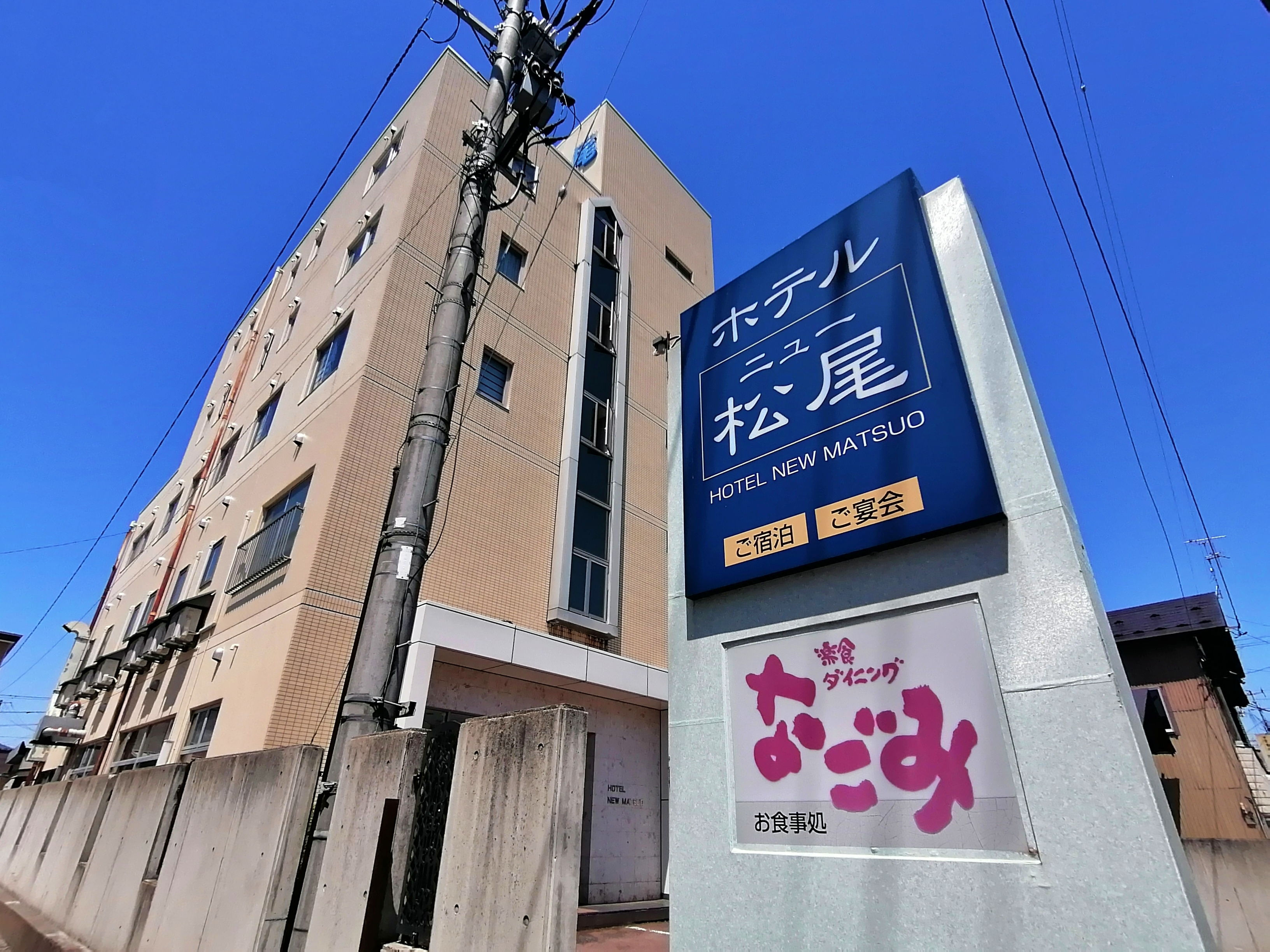
ホテルニュー松尾

- 第一生命保険株式会社秋田支社鷹巣営業オフィス
- ホテル ニュー松尾
- 丸宮タクシー
- 株式会社 高坂
- 日活書店
- 米代薬局
- 昭和堂第七薬局
- 毛利整形外科クリニック
- ローソン 北秋田住吉町店
- ファミリーマート北秋田住吉町店

かつて存在した施設
- 奈良医院 - 2020年12月1日元町へ移転
- 鷹巣消防署
- 北秋田地方総合庁舎